# 弗朗茨·夏弗·伯格曼
弗朗茨·夏弗·伯格曼（Franz Xaver Bergman，1861年7月27日—1936年1月1日）是维也纳一家铸造厂的老板，他生产了大量的东方主义、情色和动物铜像，后者往往是被人性化或异想天开的幽默艺术品。

## 脚注
1. ↑  Berman, Harold.  1st. Atglen, Pennsylvania: Schiffer Publishing, Ltd. 1974: 761  [June 27, 2015]. ISBN 0-88740-700-5. （原始内容存档于2021-08-28）.
2. ↑  Berman, Harold. . Atglen, PA: Schiffer Pub https://www.worldcat.org/oclc/30979056. <1994->. ISBN 0-88740-700-5. OCLC 30979056. 缺少或|title=为空 (帮助)